# Contea di De'an
La contea di De'an (德安县S, Dé'ān XiànP) è una contea della Cina, situata nella provincia di Jiangxi e amministrata dalla prefettura di Jiujiang.